# Šiauliai
Šiauliai (äldre tysk benämning: Schaulen) är en stad och kommun i norra Litauen med 105 610 invånare (2014). Šiauliai nämns för första gången år 1236.
Staden är den fjärde största i Litauen. Den är kanske mest känd för Kryžių kalnas (Korskullen), en kulle cirka 12 km norrut med ett stort antal kristna kors. Šiauliai internationella flygplats, vilken bland annat bemannas av Atlantpakten, finns i stadens närhet.
Staden utgör en egen kommun, men är även hvuudort i den kringliggande Šiauliai landskommun.

## Industri
Staden har en cykelfabrik. TV-fabriken lades ner efter Sovjetunionens fall och ersattes av många små företag, bland annat ett plåtföretag (Plamega), lastbilsreparationer, lager m.m.

## Sport
- Gintra (1999–nutid);
- FA Šiauliai (2007–nutid);
- FC Šiauliai (2004–2016);
- Tauras Šiauliai (1971–1994);
- Kareda Šiauliai (1995–2000).
- Šiaulių miesto savivaldybės stadionas eller savivaldybės stadionas.[2]
- Gytariai konstgräsplan.

## Vänorter
Šiauliai har elva vänorter:
- Baranavitjy, Vitryssland
- Chmelnytskyj, Ukraina, sedan 2001
- Częstochowa, Polen, sedan 1995
- Etten-Leur, Nederländerna, sedan 1992
- Fredericia kommun, Danmark, sedan 1993
- Jelgava, Lettland, sedan 1990
- Kaliningrad, Ryssland, sedan 2003
- Kristianstads kommun, Sverige, sedan 1990
- Omaha, Nebraska, USA, sedan 1996
- Plauen, Tyskland, sedan 2010
- Pärnu, Estland, sedan 1992